# Place Roquelaine
Pour l’article homonyme, voir Rue Roquelaine.
La place Roquelaine est une voie de Toulouse, chef-lieu de la région Occitanie, dans le Midi de la France.

## Situation et accès

### Description
La place Roquelaine est une voie publique. Elle se trouve dans le quartier Matabiau, dans le secteur 1 - Centre. Elle forme un quadrilatère de 2 000 m2 environ.

### Voies rencontrées
La place Roquelaine rencontre les voies suivantes, dans l'ordre des numéros croissants :
1. Rue Matabiau
2. Rue Roquelaine
3. Rue Alexandre-Falguière
4. Rue Saint-Henri
5. Rue du Commissaire-Jean-Philippe
6. Rue Matabiau
7. Rue Sainte-Marthe

## Odonymie
La place Roquelaine fut aménagée sur des terrains qui appartenaient au XIXe siècle à une famille de pépiniéristes installée au faubourg Bonnefoy, les Roquelaine. Par ailleurs, l'avocat Pierre-Jean Roquelaine (1811-1860) fut conseiller municipal sous la monarchie de Juillet après les élections de 1843. En 1848, il défendit des positions républicaines et fut président de la commission municipale entre juin et août 1848, puis conseiller général de la Haute-Garonne pour Toulouse-Nord entre 1848 et 1852. En décembre 1851, il s'opposa au coup d'État de Louis-Napoléon Bonaparte et fut interné à Château-Gontier (Mayenne).

## Patrimoine et lieux d'intérêt

### Immeubles et maisons
- no  1 : immeuble (deuxième moitié du XXe siècle)[2].
- no  30 : maison (deuxième quart du XXe siècle)[3].

### Monument aux morts

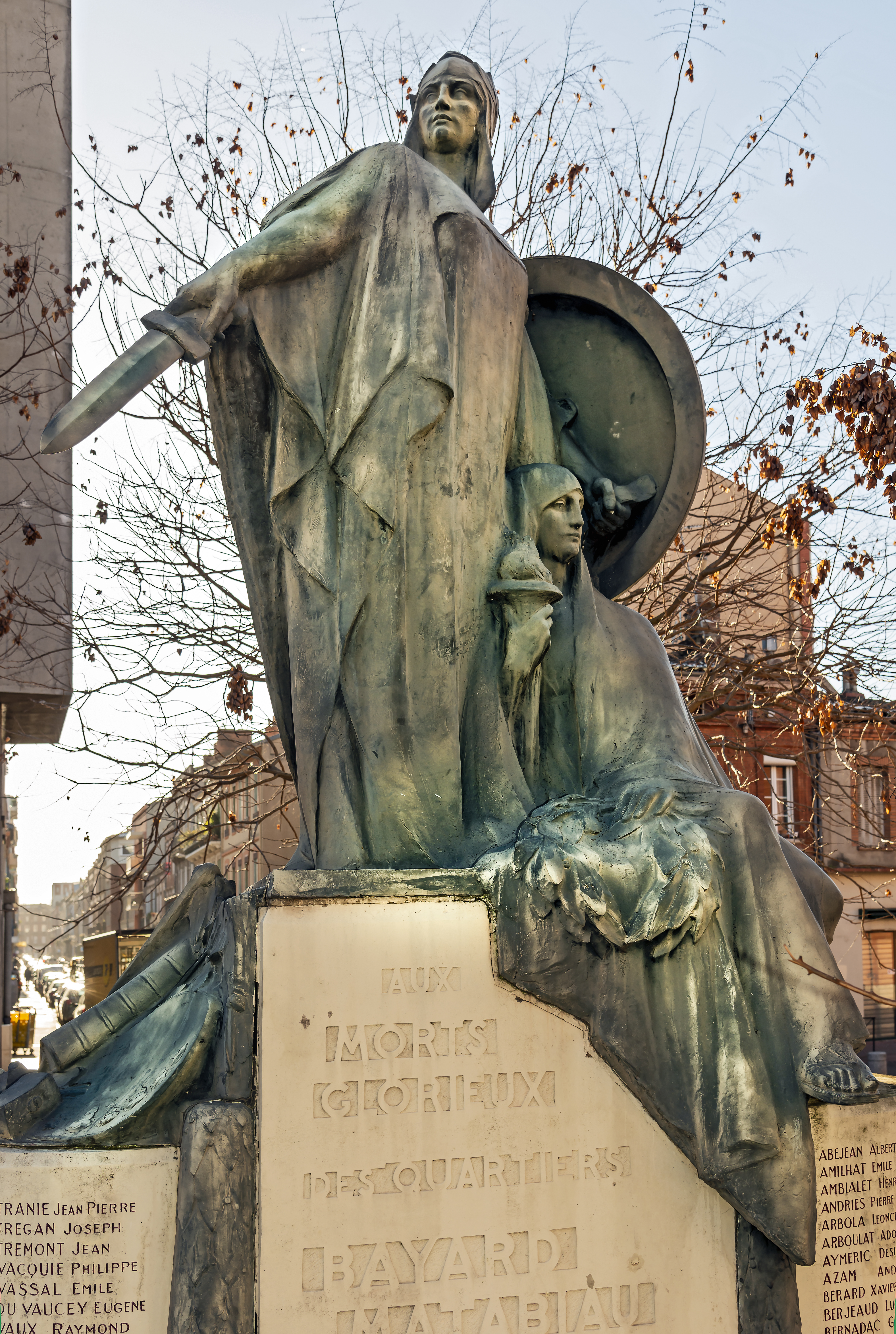
Le monument aux morts.

Le monument aux morts des quartiers Bayard, Matabiau, Concorde et Chalets s'élève au cœur de la place Roquelaine. Il est érigé à la suite de la mobilisation en 1921 d'un comité de quartier constitué par M. Carayon. Le projet en est confié au sculpteur toulousain Léo Laporte-Blairsy, qui reçoit pour cette œuvre le prix de mérite et de carrière artistique Alphonse de Rothschild au Salon de 1923. Le groupe sculpté est fondu en bronze par l'entreprise parisienne Susse Frères. L'ensemble est inauguré le 4 novembre 1923, en présence du commandant Barthel, représentant le général du 17e corps d'armée, du sénateur Fabien Duchein, des députés Joseph Gheusi et Hippolyte Ducos, du maire Paul Feuga, ainsi que de nombreuses associations dont le Souvenir Français, l'Alliance toulousaine, l'Étoile d'Orient, la Fédération des Mutilés, l'Association des Poilus du 17e corps d'armée et la Maison du soldat.
Le monument se compose d'un socle en béton servant de piédestal à une sculpture en bronze. Le socle porte les noms des 188 soldats, qui encadrent la dédicace centrale : "Aux morts glorieux des quartiers Bayard, Matabiau, Concorde, Chalets". Une palme en bronze, offerte par les élèves de l'école Bayard, est placée au-dessous. Le groupe sculpté évoque la France protégeant la Civilisation. La France, représentée sous les traits d'une femme vêtue d'une tunique et portant le bonnet phrygien, tend un glaive pour repousser l'ennemi, protégeant de son bouclier la Civilisation, assise à ses pieds. Celle-ci, assise et les cheveux couverts du voile des veuves, tient un flambeau et une couronne de laurier. De l'autre côté, plusieurs objets symbolisent les arts : la Musique (un violon), la Peinture (une palette), l'Architecture (un compas), la Sculpture (un maillet), la Littérature (un livre) ou encore la Menuiserie (un rabot).